# Революции 1848—1849 годов
Европейские революции 1848—1849 («Весна народов») — общее наименование революционных событий, выразившихся в форме неповиновения власти, вооружённых восстаний, декларирования новой государственности в европейских странах в конце первой половины XIX века. Вспыхнувшие сразу в нескольких государствах движения носили антифеодальный и национально-освободительный характер. Участники выступлений декларировали требования демократизации общественной жизни.
В зависимости от местных условий они также выдвигали лозунги национального объединения (Германия, Италия) или выделения из существовавших государств (Венгрия, Польша).
Катализаторами общеевропейской революции стали выступление 12 января 1848 года на Сицилии и революция во Франции. Хотя в основном революции были быстро подавлены, они оказали существенное влияние на дальнейшие политические процессы в Европе. Волнения охватили Францию, итальянские (Сардинию, Неаполь) и германские государства, а также Австрию, в которой активизировались национальные движения итальянцев, венгров, хорватов, словаков и румын. В Вене вспыхнуло вооружённое восстание, в ходе которого был расстрелян известный немецкий политик Роберт Блюм.
Александр Герцен после её поражения считал, что «революция, побитая на всех точках», уступила «всё приобретённое» с 1789 года.

## Предпосылки

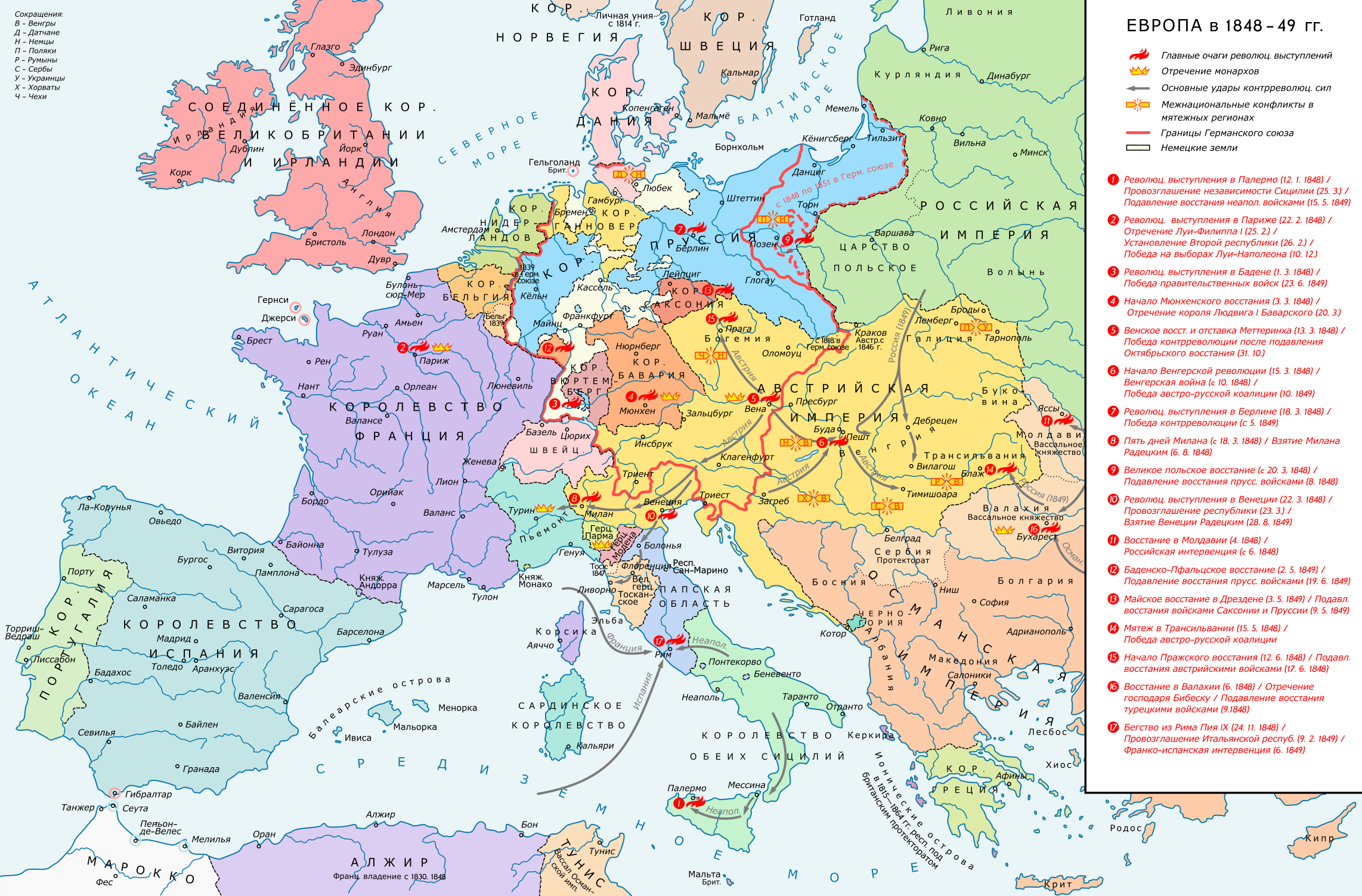
Революционные события в Европе в 1848—49 годах.

Революции 1848—1849 годов нельзя рассматривать как результат последовательного развития или совокупности социальных явлений, потому что они вызваны многочисленными и неоднородными причинами. В течение первой половины XIX века в европейском обществе произошло много важных изменений. Либеральные реформаторы и радикальные политики совершенно переменили состав национальных правительств. Развитие технологий произвело революцию в жизни рабочего класса. Пресса увеличила политическую осведомленность, начали появляться новые ценности и идеи, такие как народный либерализм, национализм и социализм. Некоторые историки делают также акцент на сильных неурожаях, особенно неурожае 1846 года, которые вызвали обеднение крестьянства и городского пролетариата. Знать была недовольна полным или практическим абсолютизмом государственного строя. Например, в 1846 году в австрийской Галиции произошло восстание польской знати, которое было подавлено только тогда, когда крестьяне, в свою очередь, восстали против дворян.
Таким образом, стремление к реформам объединяло и средний, и рабочий классы, но, хотя у них были похожие цели, их участие в революциях различалось. Хотя основная инициатива исходила от среднего класса, движущей силой выступлений были низшие слои населения. Первые восстания начали происходить в городах.

## Основная последовательность событий
В каждой стране революционные события происходили в разные периоды и различались в деталях, но общая картина иллюстрирует несколько главных этапов, по мере которых реформы сначала достигали успеха, а затем шли на спад.
1. Весна 1848 года: поразительный успех. Весной 1848 года революции произошли во многих местах и повсюду казались близкими к успеху. Агитаторы, изгнанные старыми правительствами, стали возвращаться, чтобы воспользоваться ситуацией. Во Франции монархия снова была свергнута и сменилась республикой. В ряде крупных немецких и итальянских государств, а также в Австрии старые лидеры были вынуждены принять либеральные конституции. Казалось, что итальянское и германское государства быстро сформируют единые нации. Австрия предоставила венграм и чехам автономию и национальный статус[5].
2. Лето 1848 года: раскол среди реформаторов. Во Франции разразились кровавые уличные бои между реформаторами среднего класса и радикалами рабочего класса. Немецкие реформаторы бесконечно спорили о дальнейших действиях, так и не закрепив первоначальный успех[6].
3. Осень 1848 года: реакционеры организуют контрреволюцию. Поначалу застигнутые врасплох, аристократия и их сторонники планируют возвращение к власти[6].
4. 1849—1851: Свержение революционных режимов. Летом 1849 года революции потерпели ряд поражений. К власти вернулись реакционеры, и многие лидеры революции были вынуждены уйти в изгнание. Всё же, некоторые социальные реформы остались в силе, и годы спустя националисты в Германии, Италии и Венгрии достигли своих целей[7].

## События по странам и регионам

### Итальянские государства

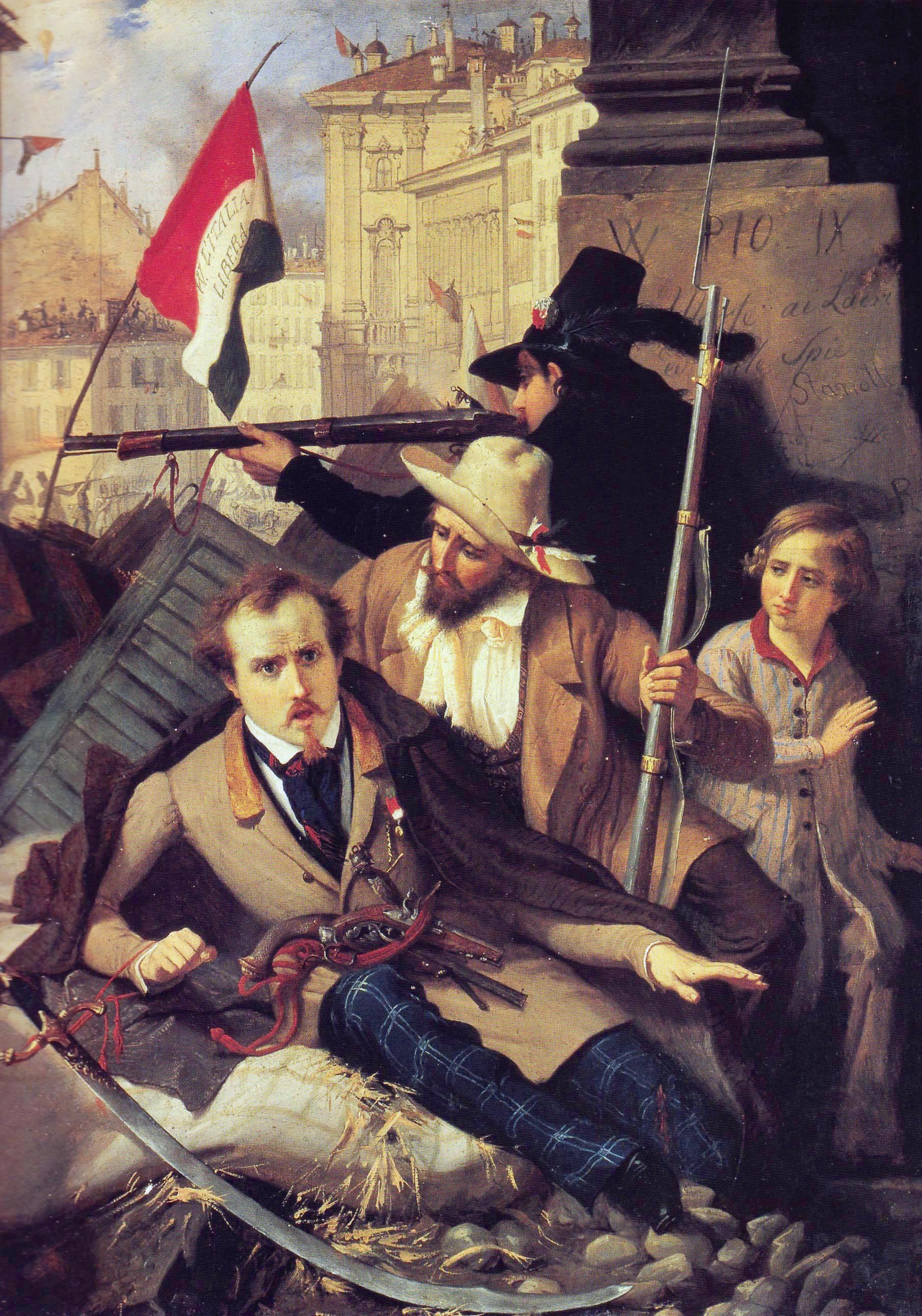
Эпизод «Пяти дней Милана», написанный Балдасаром Верацци

Первая крупная вспышка протестов произошла на Сицилии в январе 1848 года, хотя поначалу это событие осталось незамеченным европейской общественностью. Незадолго до этого на Сицилии уже произошло несколько восстаний против правления Бурбонов; в январе 1848 года это привело к появлению независимого государства. Это государство просуществовало всего 16 месяцев, после чего Бурбоны возвратились к власти. Принятая в те месяцы конституция была прогрессивной для своего времени: была составлена в либерально-демократических терминах. Также было предложено создать конфедерацию итальянских государств. 12 лет спустя поражение революции было обращено вспять, когда в 1860—1862 Бурбонское Королевство Обеих Сицилий пало.

### Франция
«Февральская революция» во Франции началась с подавления банкетов реформистов. Эта революция была вызвана националистическими и республиканскими идеалами французской общественности, которая считала, что люди сами должны осуществлять управление своей страной. Эта революция положила конец конституционной монархии Луи-Филиппа и привела к созданию Второй Французской республики. Новое правительство возглавил Луи-Наполеон, племянник Наполеона Бонапарта, который в 1852 году устроил государственный переворот и стал императором Второй Французской империи.
Алексис де Токвиль в своих воспоминаниях того времени заметил: «Общество было разделено на две части: тех, у кого ничего не было, объединяла общая зависть, а тех, у кого что-то было, объединял общий страх».

### Германский союз
«Мартовская революция» в германских государствах охватила юг и запад Германии. Она сопровождалась крупными народными собраниями и массовыми демонстрациями. Протестующие во главе с хорошо образованными студентами и интеллектуалами требовали национального единства Германии, свободы печати и свободы собраний. Выступления были плохо скоординированы, но их объединяло неприятие традиционных автократических политических структур в 39 независимых государствах Германской Конфедерации. В конце концов движущие революцию средний и рабочий класс разделились, и консервативной аристократии удалось одержать победу. Многие лидеры революции были изгнаны из страны.

### Дания

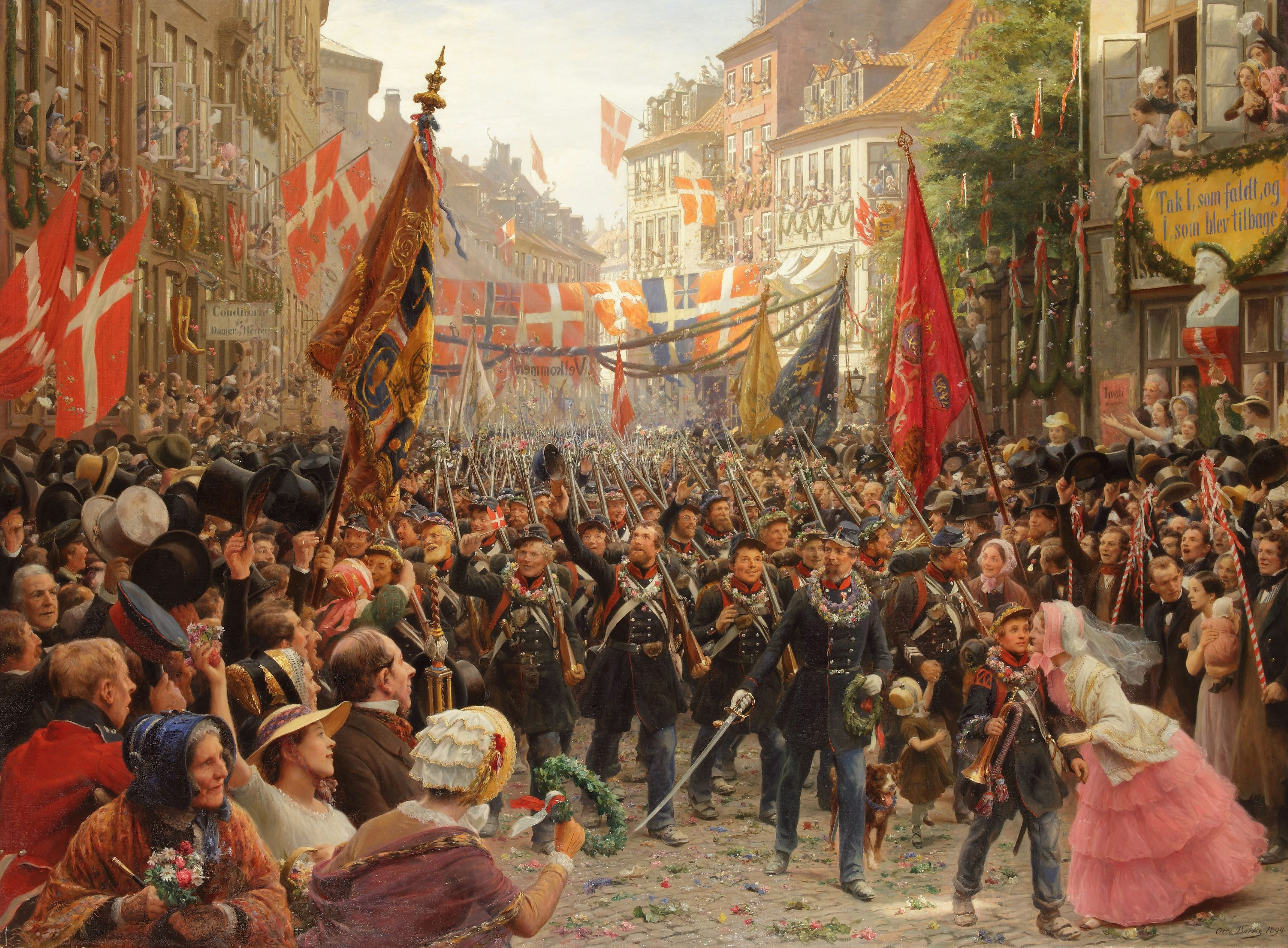
Парад датских солдат в Копенгагене после победы в датско-прусской войне

С XVII века в Дании была установлена абсолютная монархия. Король Кристиан VIII, умеренный реформатор, но всё же абсолютист, умер в январе 1848 года в период растущей оппозиции фермеров и либералов. Национал-либералы требовали перехода к конституционной монархии. Эти требования достигли кульминации в народном марше к Кристиансборгу 21 марта. Новый король Фредерик VII удовлетворил требования либералов и сформировал новое правительство, в которое вошли видные лидеры национал-либеральной партии.
Национально-либеральное движение хотело отменить абсолютизм, но сохранить сильное централизованное государство. Король принял новую конституцию, согласившись разделить власть с двухпалатным парламентом под названием Ригсдаг. Говорят, что первые слова датского короля после подписания документа, где он отказывался от абсолютной власти были: «Отлично, теперь я смогу спать по утрам». Хотя армейские офицеры не были довольны переменами, они приняли новый порядок, который, в отличие от остальной Европы, не был отменен реакционерами. Либеральная конституция не распространялась на Шлезвиг, оставив без ответа Шлезвиг-гольштейнский вопрос.

### Шлезвиг
Герцогство Шлезвиг, регион, в котором проживали как датчане (северогерманское население), так и немцы (западногерманское население), было частью датской монархии, но оставалось герцогством, отдельным от Королевства Дания. Под влиянием прогерманских настроений, немцы Шлезвига взялись за оружие, чтобы выступить против новой политики, объявленной национально-либеральным правительством Дании, целью которой была полная интеграция герцогства в Данию.
Вдохновляемое протестантским духовенством, немецкое население Шлезвига и Гольштейна подняло восстание. Германские государства послали им на помощь свои войска армию, но победы Дании в 1849 г. привели к подписанию Берлинского договора (1850 г.) и Лондонского протокола (1852 г.). Они утвердили Шлезвиг владением датской монархии, но запретили её интеграцию с Датским королевством. Нарушение последнего положения привело к возобновлению войны в 1863 году и победе Пруссии в 1864 году.

### Швеция
18-19 марта в столице Швеции Стокгольме произошла серия беспорядков, известных как мартовские беспорядки. По городу были распространены заявления с требованиями политической реформы, армия разогнала толпу, в результате чего погибли 18 человек.

### Швейцария
Швейцария, уже являвшаяся союзом республик, также пережила внутреннюю борьбу. Попытка отделения семи католических кантонов с целью образования союза, известного как Зондербунд («отдельный союз») в 1845 году, привела к короткой гражданской войне в ноябре 1847 года, в результате которого погибли около 100 человек. Зондербунд был полностью побеждён протестантскими кантонами с большим населением. Новая конституция 1848 года положила конец почти полной независимости кантонов, превратив Швейцарию в федеративное государство.

### Великая Польша
В Великом княжестве Познанском (историческая область Великая Польша), являвшемся частью Пруссии с момента её присоединения в 1815 году, поляки подняли вооружённое восстание против пруссаков. Их целью было создание независимого польского государства. Вместе с тем, поляки отказались сотрудничать с немцами и евреями и в конце концов немцы помогли прусскому правительству вернуть себе контроль над княжеством. В долгосрочной перспективе восстание стимулировало национализм как среди поляков, так и среди немцев и принесло гражданское равенство евреям.

### Румынские княжества

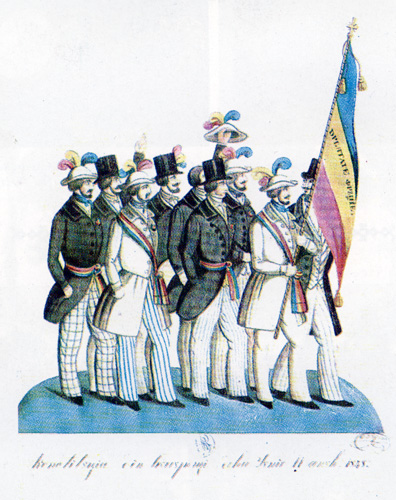
Румынские революционеры в Бухаресте в 1848 несут Румынский триколор

В июне в княжестве Валахия началось восстание румынских либералов и националистов. Его целями были административная автономия, отмена крепостного права и народное самоопределение. Оно было тесно связано с неудачным восстанием 1848 года в Молдавии, целями которого были свержение администрации, введённой российскими имперскими властями в рамках Органического регламента, и отмена боярских привилегий. Во главе с группой молодых интеллектуалов и офицеров валашских вооруженных сил восстанию удалось свергнуть правящего принца Георгия Бибеску, которого сменило временное правительство и регент, а также провести серию крупных либеральных реформ.
Несмотря на быстрый успех и поддержку населения, между радикальным и более консервативным её крылом существовали существенные разногласия, особенно по вопросу о земельной реформе. Два последовательных неудачных переворота ослабили новое правительство, а его международный статус постоянно оспаривался Российской империей. Несмотря на то, что революция сумела вызвать симпатию со стороны Османской империи, она была в конечном итоге изолирована благодаря вмешательству российских дипломатов. В сентябре 1848 года по соглашению с османами Россия вторглась в Валахию и подавила революцию. По словам Василе Мачу, неудачи в Валахии были связаны с иностранной интервенцией, в Молдавии — с противодействием феодалов, а в Трансильвании — с провалом кампании генерала Юзефа Бема и последующими австрийскими репрессиями. В последующие десятилетия повстанцы всё же смогли достичь своих целей.

## Незатронутые страны

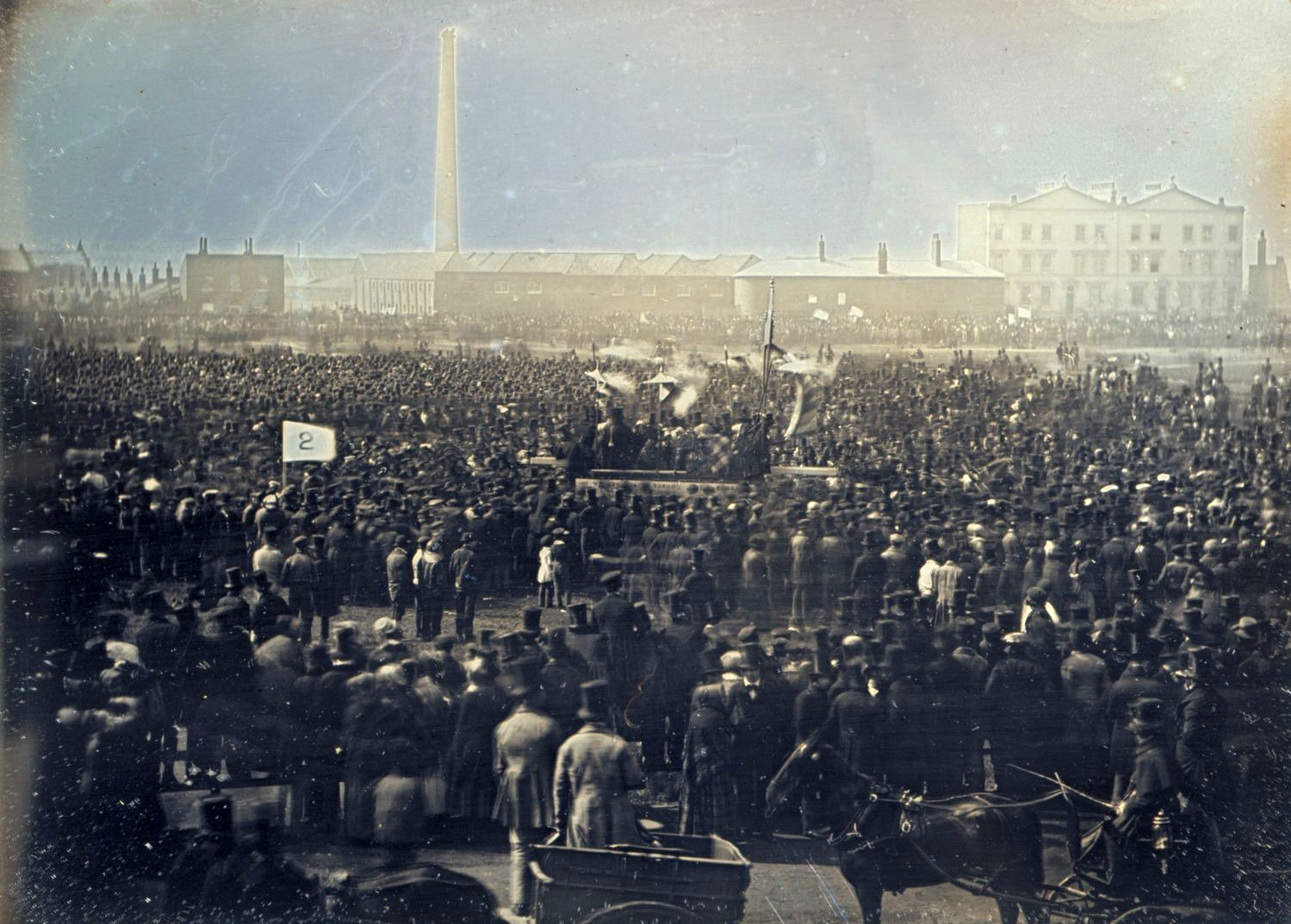
Собрание чартистов в Лондоне, 1848

Великобритания, Королевство Нидерландов, Швейцария, Османская империя и Российская империя (включая Польшу и Финляндию) были немногими крупными европейскими государствами, прошедшими через этот период без гражданской революции. Скандинавские страны были лишь слегка задеты революциями в Европе, хотя в Дании 5 июня 1849 года была утверждена конституция. В Княжестве Сербия формально революции не было, однако оно активно поддерживало сербскую революцию в империи Габсбургов.
В Великобритании средний класс был успокоен общим предоставлением гражданских прав, закреплённых в реформе избирательной системы 1832 года с последующим развитием Чартистского движения, которое выступило с петицией к Парламенту в 1848 году.
Аннулирование протекционистских сельскохозяйственных тарифов — так называемых «Хлебных законов» — в 1846 году несколько сбавило пролетарскую активность.
Тем временем, несмотря на то, что население Британской Ирландии было сокращено большим голодом, партия «молодой Ирландии» в 1848 году предприняла попытку свержения британского правления, но мятеж был вскоре подавлен.
Швейцария также сохранила спокойствие в 1848 году, хотя и прошла через гражданскую войну годом ранее. Введение Швейцарской федеральной конституции в 1848 году было революцией масс, заложившей основу сегодняшнего швейцарского общества.

### Россия
В западных губерниях Российской империи, в том числе в Царстве Польском, революционные ячейки были раскрыты и разгромлены. Революционеры были отправлены в ссылку.
Отсутствие в 1848—1849 годах активных революционных движений на территории Российской империи не означало отсутствия местных национальных движений, что проявилось через 14 лет, когда вспыхнуло Польское восстание (1863—1864). Активные массовые требования по демократизации Российской империи проявили себя значительно позднее, в период Революции 1905—1907 годов.

### Обзоры
- Breunig, Charles. The Age of Revolution and Reaction, 1789–1850 (англ.). — 1977. — ISBN 0-393-09143-0.
- Encyclopedia of Revolutions of 1848 (англ.) / Chastain, James, ed.. — 2005.
- Dowe, Dieter, ed. Europe in 1848: Revolution and Reform (англ.). — Berghahn Books, 2000.
- The Revolutions in Europe, 1848–1849: From Reform to Reaction (англ.) / Evans, R. J. W., and Hartmut Pogge von Strandmann, eds. — 2000.
- Pouthas, Charles. New Cambridge Modern History: The Zenith of European Power 1830–70 (англ.) / J. P. T. Bury, ed. — 1960.
- Langer, William. The Revolutions of 1848 (англ.). — Harper, 1971.
- Political and social upheaval, 1832-1852 (англ.). — 1969.
- 1848: The Revolution of the Intellectuals (англ.). — Doubleday Anchor Books, 1964.
- Rapport, Mike. 1848: Year of Revolution (англ.). — 2009. — ISBN 978-0-465-01436-1.
- Robertson, Priscilla. Revolutions of 1848: A Social History (англ.). — 1952. — ISBN 0-691-00756-X.
- Sperber, Jonathan. The European revolutions, 1848–1851 (англ.). — 1994.
- Stearns, Peter N. The Revolutions of 1848 (англ.). — 1974.
- Weyland, Kurt (Summer 2009). The Diffusion of Revolution: '1848' in Europe and Latin America. International Organization. 63 (3): 391–423. JSTOR 40345942.

### Франция
- Clark, Timothy J. Image of the people: Gustave Courbet and the 1848 revolution (англ.). — Univ of California Press, 1999.
- Duveau, Georges. 1848: The Making of a Revolution (англ.). — 1966.
- Fasel, George (Autumn 1974). The Wrong Revolution: French Republicanism in 1848. French Historical Studies. 8 (4): 654–677. JSTOR 285857.
- Loubère, Leo (1968). The Emergence of the Extreme Left in Lower Languedoc, 1848–1851: Social and Economic Factors in Politics. American Historical Review. 8 (4): 1019–1051. JSTOR 1847387.
- Merriman, John M. The Agony of the Republic: The Repression of the Left in Revolutionary France, 1848-1851 (англ.). — Yale UP, 1978.

### Германия и Австрия
- Deak, Istvan. The Lawful Revolution: Louis Kossuth and the Hungarians, 1848–1849 (англ.). — 1979.
- Hahs, Hans J. The 1848 Revolutions in German-speaking Europe (англ.). — 2001.
- Hamerow, Theodore S. (1954). History and the German Revolution of 1848. American Historical Review. 60 (1): 27–44. JSTOR 1842744.
- Hewitson, Mark (Октябрь 2010). The Old Forms are Breaking Up, ... Our New Germany is Rebuilding Itself': Constitutionalism, Nationalism and the Creation of a German Polity during the Revolutions of 1848–49. English Historical Review. 125 (516): 1173–1214.
- Macartney, C. A. (1977). 1848 in the Habsburg Monarchy. European Studies Review. 7 (3): 285–309.
- O'Boyle, Lenore (Декабрь 1961). The Democratic Left in Germany, 1848. Journal of Modern History. 33 (4): 374–383. JSTOR 1877214.
- Robertson, Priscilla. Revolutions of 1848: A Social History (англ.). — 1952. — P. 105–185, 187–307.
- Sked, Alan. The Survival of the Habsburg Empire: Radetzky, the Imperial Army and the Class War, 1848 (англ.). — 1979.
- Vick, Brian. Defining Germany The 1848 Frankfurt Parliamentarians and National Identity (англ.). — Harvard University Press, 2002. — ISBN 978-0-674-00911-0.

### Италия
- Ginsborg, Paul (Сентябрь 1974). Peasants and Revolutionaries in Venice and the Veneto, 1848. Historical Journal. 17 (3): 503–550. JSTOR 2638387.
- Ginsborg, Paul. Daniele Manin and the Venetian Revolution of 1848–49 (англ.). — 1979.
- Robertson, Priscilla. Revolutions of 1848: A Social History (англ.). — 1952. — P. 309–401.

### Другие
- Feyzioğlu, Hamiyet Sezer (2009). Revolutions of 1848 and the Ottoman Empire. Bulgarian Historical Review. 37 (3/4): 196–205.

### Историография
- Dénes, Iván Zoltán (Апрель 2010). Reinterpreting a 'Founding Father': Kossuth Images and Their Contexts, 1848–2009. East Central Europe. 37 (1): 90–117.
- Hamerow, Theodore S. (Октябрь 1954). History and the German Revolution of 1848. American Historical Review. 60 (1): 27–44. JSTOR 1842744.
- Jones, Peter. The 1848 Revolutions (Seminar Studies in History) (англ.). — 1981. — ISBN 0-582-06106-7.
- Mattheisen, Donald J. (Декабрь 1983). History as Current Events: Recent Works on the German Revolution of 1848. American Historical Review. 88 (5): 1219–1237. JSTOR 1904890.
- Rothfels, Hans (Декабрь 1948). 1848 – One Hundred Years After. Journal of Modern History. 20 (4): 291–319. JSTOR 1871060.